# Igor Hrušovský (filozof)
Igor Hrušovský (14. dubna 1907, Bánovce nad Bebravou, Rakousko-Uhersko – 18. července 1978, Bratislava, Československo) byl slovenský filozof, hlavní redaktor antologie z děl filozofů, profesor Univerzity Komenského.
Studoval na Přírodovědecké fakultě Univerzity Karlovy a na Filozofické fakultě Univerzity Komenského v Bratislavě. Hrušovský byl v letech 1937–1940 členem sdružení Vědecká syntéza. Po druhé světové válce se věnoval výzkumu vědeckého poznání, jazyka vědy, tvorby vědeckých teorií… Od konce 40. let se přikláněl k dobově zjednodušené podobě marxistické filozofie, jejíž zjednodušenost však postupně (zejména od 60. let 20. století) začal podrobovat kritice. Tím přispíval k znovuoživení nedogmatických přístupů ve filozofii. Sám přicházel s novými tématy (kultura, umění) a metodami řešení filozofických problémů (strukturně-systémová analýza). Hrušovský je nejvýznamnějším představitelem bratislavské filozofické a metodologické školy[zdroj?] (učitelem V. Filkorna, A. Rišky, V. Černíka, P. Cmoreja, J. Viceníka a dalších), vyrůstající z tradice založené Vědeckou syntézou a kriticky navazující na odkaz Vídeňského kroužku, strukturalismu, marxismu a některých (Stálý seminář Integrace) i na fenomenologii. Zastával novopozitivismus.